# 奧斯汀縣 (德克薩斯州)
奧斯汀县（英語：Austin County）是位於美國德克薩斯州東南部的一個縣。面積1,700平方公里。根據美國2000年人口普查，共有人口23,590人。縣治貝爾維爾（Bellville）。注意同名的城市位於特拉維斯縣。
成立於1836年3月17日，縣政府成立於1837年，是最早的二十三個縣之一。縣名以有「德克薩斯之父」之稱的史蒂芬·F·奧斯丁（Stephen Fuller Austin）命名。。